# Litsea gracilipes
Litsea gracilipes är en lagerväxtart som beskrevs av Joseph Dalton Hooker. Litsea gracilipes ingår i släktet Litsea och familjen lagerväxter. Inga underarter finns listade i Catalogue of Life.